# Luxemburgo nos Jogos Olímpicos de Verão de 2008
Luxemburgo participou dos Jogos Olímpicos de Verão de 2008, em Pequim, na China. O país estreou nos Jogos em 1900 e esta foi sua 22ª apresentação.

## Desempenho

### Ciclismo de estrada
Masculino
| Atleta        | Prova              | Tempo            | Pos. |
| ------------- | ------------------ | ---------------- | ---- |
| Kim Kirchen   | Corrida em estrada | 6h26m40s (+2:51) | 45º  |
| Kim Kirchen   | Contra o relógio   | 1h06m26s (+4:18) | 22º  |
| Andy Schleck  | Corrida em estrada | 6h23m49s (+0:00) | 4º   |
| Frank Schleck | Corrida em estrada | 6h26m27s (+2:38) | 42º  |

### Ginástica artística
| Atleta        | Prova     | Aparelhos | Aparelhos | Aparelhos | Aparelhos | Aparelhos | Aparelhos | Qual.  | Qual. | Final       | Final       |
| Atleta        | Prova     | Salto     | Solo      | Cavalo    | Argolas   | B. Paral. | B. Fixa   | Total  | Pos.  | Total       | Pos.        |
| ------------- | --------- | --------- | --------- | --------- | --------- | --------- | --------- | ------ | ----- | ----------- | ----------- |
| Sascha Palgen | masculina | 15.725    | 15.200    | 13.000    | 14.325    | 14.225    | 13.600    | 86.075 | 37    | Não avançou | Não avançou |

### Judô
| Marie Muller | −52 kg | ALG S. Haddad D 0000-0211 | Não avançou | Não avançou | Não avançou | USA H. Diedhiou V 1001-0001 | KOR Kim K-O. D 0001-0010 | Não avançou | Não avançou | Não avançou | Não avançou | Não avançou | Não avançou | Não avançou |

### Natação
| Atleta              | Prova                  | Elim.   | Elim. | Semifinais  | Semifinais  | Final       | Final       |
| Atleta              | Prova                  | Tempo   | Pos.  | Tempo       | Pos.        | Tempo       | Pos.        |
| ------------------- | ---------------------- | ------- | ----- | ----------- | ----------- | ----------- | ----------- |
| Raphael Stacchiotti | 200 m livre masculino  | 1:42.01 | 49    | Não avançou | Não avançou | Não avançou | Não avançou |
| Alwin de Prins      | 100 m peito masculino  | 1:03.64 | 51    | Não avançou | Não avançou | Não avançou | Não avançou |
| Laurent Carnol      | 200 m costas masculino | 2:15.87 | 40    | Não avançou | Não avançou | Não avançou | Não avançou |
| Christine Malliet   | 200 m livre feminino   | 2:02.91 | 39    | Não avançou | Não avançou | Não avançou | Não avançou |

### Tênis de mesa
| Ni Xia Lian | Individual feminino |  |  | TPE Huang I-W. V 4-1 | NED LiJ. D 1-4 | Não avançou | Não avançou | Não avançou | Não avançou | Não avançou | Não avançou | Não avançou |

### Triatlo
| Atleta      | Prova     | Natação | Ciclismo | Corrida | Total      | Pos. |
| ----------- | --------- | ------- | -------- | ------- | ---------- | ---- |
| Dirk Bockel | Masculino | 18:26   | 57:52    | 34:19   | 1:51:31.01 | 25   |
| Liz May     | Feminino  | 20:26   | 1:05:56  | 40:30   | 2:07:55.58 | 41   |

### Vela
| Atleta      | Classe          | Regata | Regata | Regata | Regata | Regata | Regata | Regata | Regata | Regata | Regata | Regata | Pts. | Pos. |
| Atleta      | Classe          | 1      | 2      | 3      | 4      | 5      | 6      | 7      | 8      | 9      | 10     | M      | Pts. | Pos. |
| ----------- | --------------- | ------ | ------ | ------ | ------ | ------ | ------ | ------ | ------ | ------ | ------ | ------ | ---- | ---- |
| Marc Schmit | Laser masculino | 30     | 39     | 25     | 35     | 30     | 35     | 41     | 40     | 33     | CAN    | X      | 227  | 42   |

Legenda
| Recorde mundial      | Recorde mundial (World record)               |                       | Recorde africano                      | Recorde africano (African) |                                           | Q | Classificado por posição (Qualified) |
| Recorde olímpico     | Recorde olímpico (Olympic record)            | Recorde da América    | Recorde da América (Americas)         | q                          | Classificado por melhor tempo (Qualified) |   |                                      |
| Melhor marca do ano  | Melhor marca do ano (World leading)          | Recorde asiático      | Recorde asiático (Asian)              | DNS                        | Não largou (Did not start)                |   |                                      |
| Recorde nacional     | Recorde nacional (National record)           | Recorde europeu       | Recorde europeu (European)            | DNF                        | Não terminou (Did not finish)             |   |                                      |
| Recorde pessoal      | Recorde pessoal do atleta (Personal best)    | Recorde da Oceania    | Recorde da Oceania (Oceania)          | DSQ / DQ                   | Desclassificado (Disqualified)            |   |                                      |
| Recorde da temporada | Recorde da temporada do atleta (Season best) | Recorde sul-americano | Recorde sul-americano (South America) | NM                         | Sem marca (No mark)                       |   |                                      |

| M   | Regata da Medalha da qual só participam os dez primeiros colocados das regatas anteriores  |  |  | CAN | Regata cancelada |
| BFD | Desclassificado por bandeira preta (Black Flag Disqualified)                               |  |  |     |                  |
| UFD | Desclassificado por bandeira "U" (U Flag Disqualified)                                     |  |  |     |                  |
| OCS | Largada queimada (On the Course Side of the starting line)                                 |  |  |     |                  |
| DNE | Desclassificação sem eliminação (infração a um item do regulamento da prova – Did Not End) |  |  |     |                  |